# دنجا (تهیه‌کننده موسیقی)
فلوید ناتانیل هیلز (زادهٔ ۲۲ فوریهٔ ۱۹۸۲) شناخته‌شده با نام حرفه‌ای دنجا (انگلیسی: Danja) تهیه‌کننده موسیقی، آهنگساز و ترانه‌نویس اهل ایالات متحده آمریکا است. او در تهیه آلبوم و تک‌آهنگ با هنرمندانی همچون بریتنی اسپیرز، جاستین تیمبرلیک، ماریا کری و تیمبلند همکاری کرده‌است. وی از سال ۱۹۹۸ میلادی تاکنون مشغول فعالیت بوده‌است.